# Akram El-Bahay

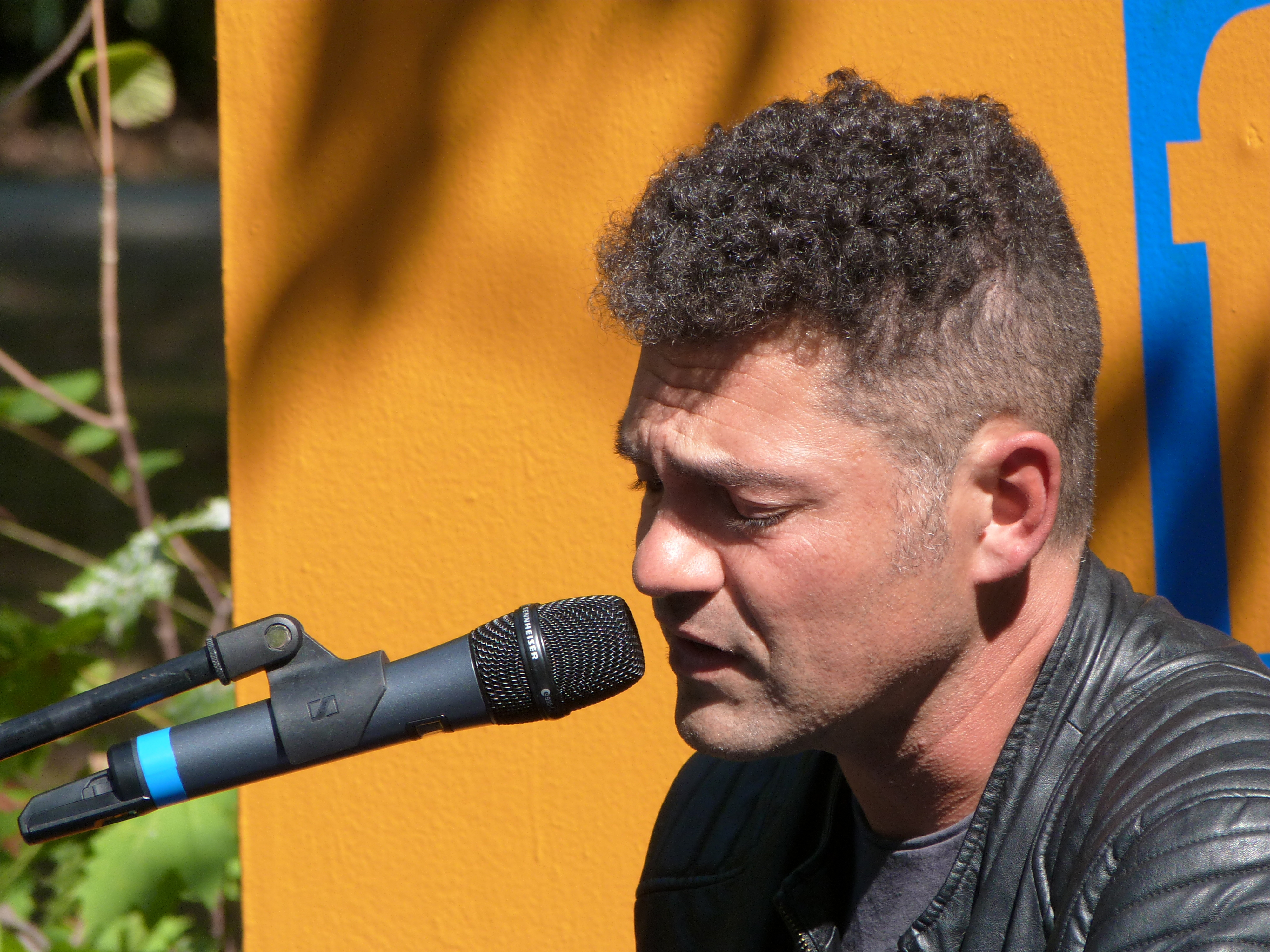
Akram El-Bahay

Akram El-Bahay (* 1976) ist ein deutsch-ägyptischer Fantasyautor.

## Leben
Akram El-Bahay arbeitet als Journalist und Autor. Als Kind eines ägyptischen Vaters und einer deutschen Mutter ist er mit Einflüssen aus zwei Kulturkreisen aufgewachsen. Dies spiegelt sich auch in seinen Romanen wider: klassische Fantasy-Geschichten um Drachen und Magie, die ebenso sehr an Der Herr der Ringe wie an orientalische Märchen erinnern. Mit seinem ersten Roman Flammenwüste war er für mehrere Literaturpreise nominiert, er gewann den Phantastik-Literaturpreis Seraph in der Kategorie Bestes Debüt.
Er lebt mit seiner Familie am Niederrhein.

## Werke

### Flammenwüste
- Das Geheimnis der Goldenen Stadt. Bastei Lübbe 2014, ISBN 978-3-7413-0004-2
- Flammenwüste. Bastei Lübbe 2014, ISBN 978-3-404-20756-5
- Der Gefährte des Drachen. Bastei Lübbe 2015, ISBN 978-3-404-20795-4
- Der feuerlose Drache. Bastei Lübbe 2016, ISBN 978-3-404-20824-1

### Die Bibliothek der flüsternden Schatten
- Bücherstadt. Bastei Lübbe 2017, ISBN 978-3-404-20883-8
- Bücherkönig. Bastei Lübbe 2018,  ISBN 978-3-404-20909-5
- Bücherkrieg. Bastei Lübbe 2019, ISBN 978-3-404-20952-1

### Ministry of Souls
- Das Schattentor. Lübbe 2020, ISBN 978-3-404-20965-1
- Die Schattenarmee. Lübbe 2021, ISBN 978-3-404-18199-5

### Fabula
- Das Portal der dreizehn Reiche. Baumhaus, Köln 2022, ISBN 978-3-8339-0699-2
- Der Schatten der Nachtfee. Baumhaus, Köln 2023, ISBN 978-3-8339-0769-2

### Magische Bilder
- Die verschollenen Meister. 2023
- Der Meister der siebten Familie. 2024

### Einzelromane
- Henriette und der Traumdieb. Ueberreuter 2017, ISBN 978-3-7641-5112-6
- Wortwächter. Ueberreuter 2018, ISBN 978-3-7641-5118-8
- Herzenmacher. Ueberreuter 2019, ISBN 978-3-7641-7080-6
- Anouks Spiel. Ueberreuter 2020, ISBN 978-3-7641-5168-3
- Lias und der Herr der Wellen. Ueberreuter 2021, ISBN 978-3-7641-7114-8